# Маврикий
Маври́кий (англ. Mauritius, МФА: [məˈrɪʃ(i)əs]о файле; фр. Maurice, МФА: [mɔˈʁis]о файле; мавр. креоль. Moris [moˈʁis]), официальное название — Респу́блика Маври́кий (англ. Republic of Mauritius [rɪˈpʌblɪk ɒv məˈrɪʃ(i)əs], фр. République de Maurice [ʁe.py.bˈlik də mɔˈʁis], мавр. креоль. Repiblik Moris [ʁepib'lik moˈʁis]) — островное государство в Юго-Восточной Африке (по версии ООН — относится к Восточной Африке). 
Расположено в юго-западной части Индийского океана, примерно в 900 км к востоку от Мадагаскара. В состав республики входят острова Маврикий (самый крупный, 1865 км² с населением в 1,2 млн человек) и Родригес (104 км²), являющиеся частью архипелага Маскаренских островов, а также архипелаг Каргадос-Карахос, острова Агалега и множество мелких островков. Общая площадь страны составляет 2040 км². Столица и крупнейший город — Порт-Луи, расположенный на острове Маврикий. Маврикий занимает третье место в мире по проценту населения, исповедующего индуизм — 48,54 % (после Непала — 81,19 % и Индии — 79,8 %).
Экономически Маврикий является самым богатым государством с индуистским большинством населения, вторым по богатству государством Африки (после Республики Сейшельские Острова) с самым высоким ИЧР, вторым по величине ВВП на душу населения (номинал) и ВВП на душу населения (ППС) в Африке (после Республики Сейшельские Острова). По индексу человеческого развития находится на 64-м месте в мире (2021).

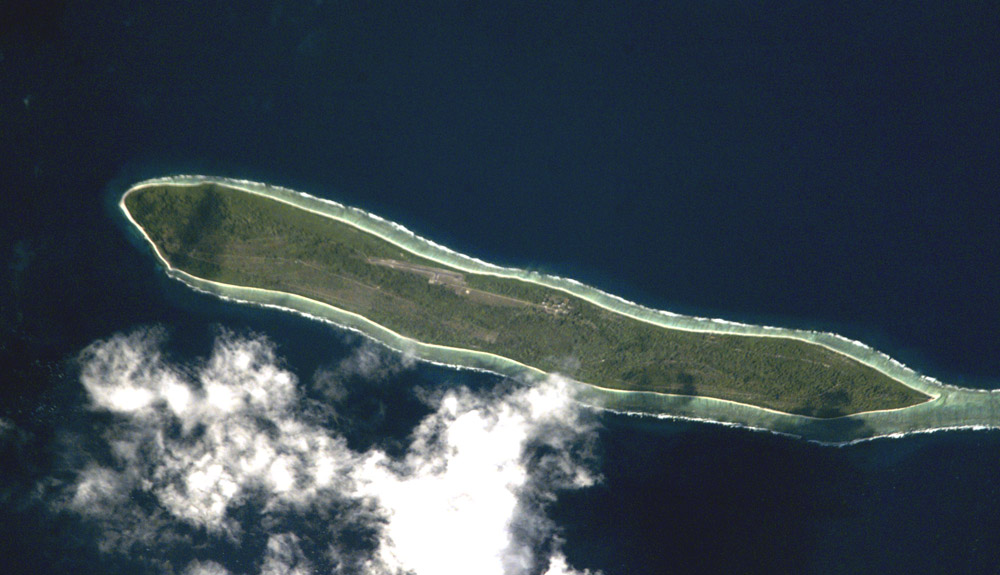
остров Агалега, снимок с борта МКС

## Этимология
Страна получила название по своему крупнейшему острову. Этот остров был открыт в X веке арабами и получил название «Дина Ароби» (араб. دينا أروبي‎), а в начале XVI века на него высадились португальские мореплаватели и назвали в честь одного из своих кораблей «Сишна» (порт. Cisna — «лебедь»). В 1598 году остров был захвачен голландцами, которые переименовали его в честь штатгальтера Нидерландов принца Морица Оранского по латинской форме его имени Mauritius. В 1715 году остров перешёл во владение Франции и был переименован в «Иль-де-Франс» (фр. île de France) — «остров Франции», а в 1810 году захвачен Великобританией, которая вернула ему название Mauritius.

## Природные условия

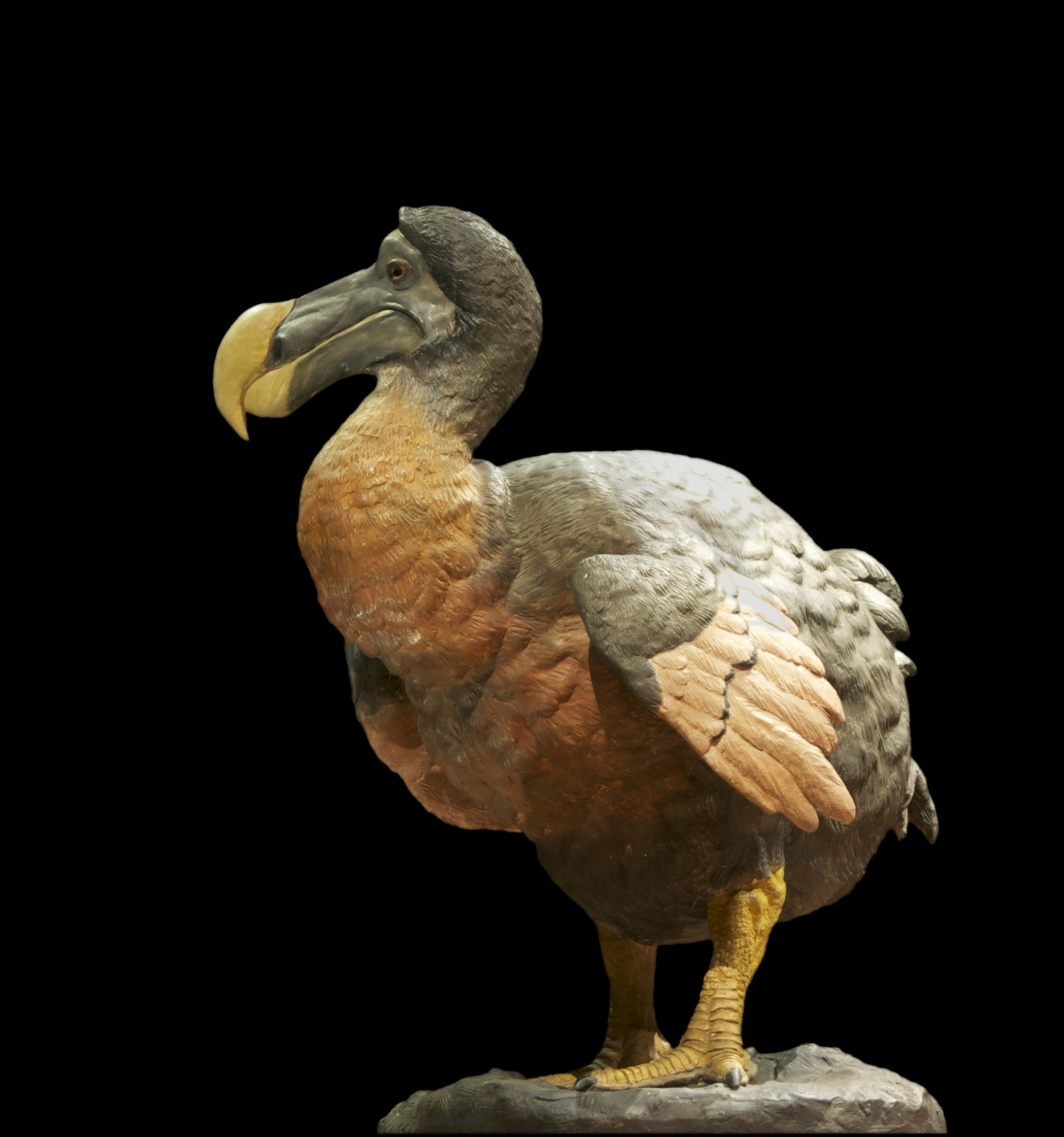
Маврикий был единственным местом обитания вымершей птицы додо

Остров Маврикий имеет вулканическое происхождение. Однако вулканическая деятельность давно прекратилась, и эрозия сильно сгладила рельеф острова. Центральное плато Кюрпип возвышается над уровнем моря на 400—600 м. С севера, запада и юго-запада к нему примыкают более приподнятые и менее выровненные плато. Самое высокое из них — Саванна (высшая точка — пик Петит-Ривьер-Нуар, 826 м) — занимает юго-запад острова. Внутренние плато окружены полосой прибрежных равнин, на юге и востоке шириной 15—20 км. На этих равнинах с плодородными аллювиальными почвами, а также в долинах плато сосредоточены плантации сахарного тростника, занимающие 45 % общей площади Маврикия.
Берега окаймлены коралловыми рифами.
Климат тропический, морской. Остров лежит на пути тропических циклонов, зарождающихся над просторами Индийского океана. Почти ежегодно в феврале-марте они обрушивают на остров шквальные ветры, скорость которых достигает 220 км/час, и ливневые дожди, вызывающие катастрофические наводнения. Первые колонисты сажали на Маврикии пряности, французы — кофе, англичане — чай. Все эти культуры могли бы давать прекрасные урожаи, если бы циклоны не уничтожали посадки. И только стебли сахарного тростника выдерживают натиск стихии.
Средняя температура воды круглый год не опускается ниже 23 °C. При таких температурах на плодородных почвах сахарный тростник даёт очень высокие урожаи. На приморских равнинах в год выпадает 1500—2500 мм осадков. На плато количество осадков увеличивается до 3500 мм, а средние температуры понижаются на 3-4 °C. Только там, под прикрытием гор, возможны посадки других культур, в частности чая, табака, агавы.
Плато и горы Маврикия прорезаны сотнями небольших рек, изобилующих порогами и водопадами. Семиступенчатый водопад Тамарен имеет наибольший водосброс (274 метра). Самыми значительными реками Маврикия являются Гранд-Ривер-Саут-Ист и Гранд-Ривер-Норт-Уэст. В период дождей реки превращаются в стремительные горные потоки. Самые крупные озёра острова — Гран-Бассен и Мар-о-Вакоа. Из природных достопримечательностей интересны кратеры потухших вулканов (Тру-о-Серф, Канака, Бассен-Бланк) и плато, увенчанные необычными по форме горными вершинами, порой имеющими интересные названия: например, в пределах плато Петит-Ривьер-Нуар находятся вершины Большой Палец (Ле-Пус), Кошка и Мышка, Три Соска.

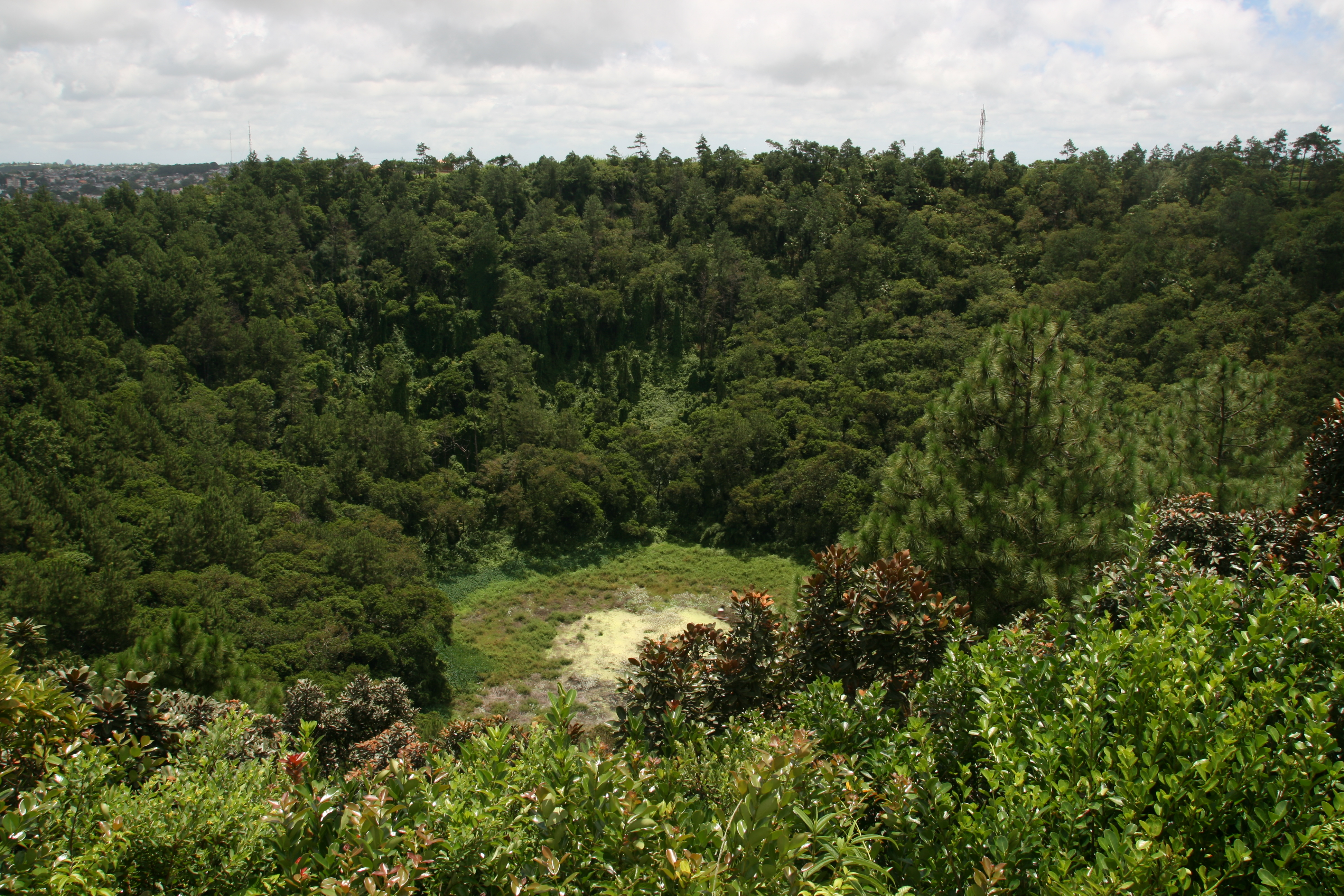
Жерло потухшего вулкана Тру-о-Серф

Интенсивная эксплуатация земельных ресурсов острова в сочетании с ростом численности населения привели к тому, что естественные ландшафты занимают теперь менее четверти площади Маврикия. При этом сохранились они преимущественно в юго-западной части острова, либо покрытой диким терновником, либо вообще лишённой растительности и занятой лиловыми и красными вулканическими песками.
Некогда покрывавшие возвышенности густые леса с ценными породами деревьев давно вырублены и сменились насаждениями канарской сосны и эвкалиптов. Вдоль восточного побережья сохранились мангры. Из-за уничтожения естественной растительности подорваны популяции части местных видов, в том числе эндемика Маврикия пальмы Acanthophoenix rubra — её на острове сохранилось не более 150 экземпляров. В городах, посёлках и вдоль дорог преобладают декоративные растения, завезённые на остров. Это жакаранды, акации, сикоморы, олеандры, гибискусы, красные жасмины. Вдоль пляжей — посадки казуарин. На побережье, вблизи посёлков, часто встречаются рощи кокосовой пальмы.

### Фауна

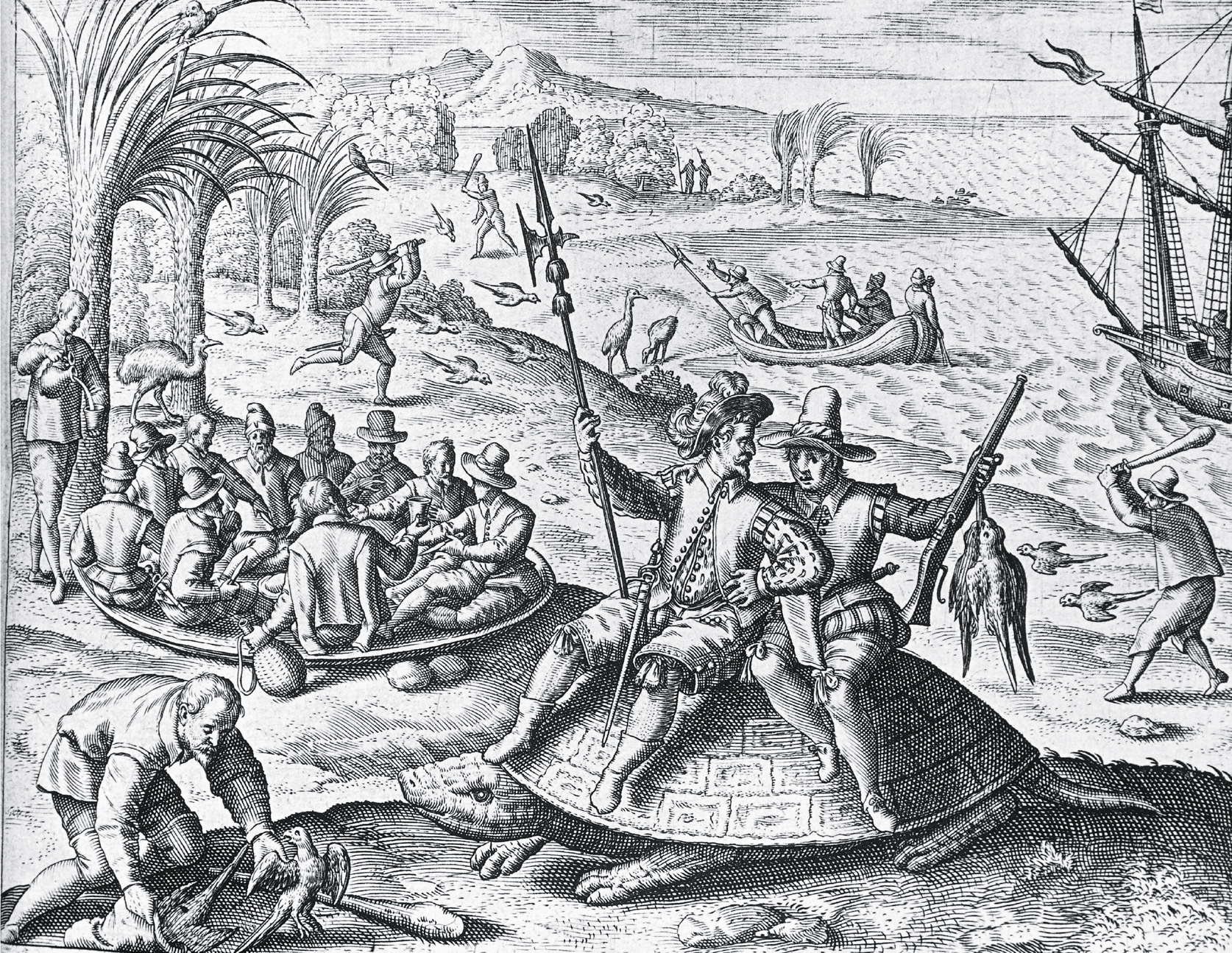
Голландские моряки, катающиеся верхом на черепахе, обедающие в пустом панцире черепахи, истребляющие дронтов и попугаев. Гравюра из издания 1601 года

Уникальность Маврикия и соседних островов состояла в том, что в силу их большой удалённости от других участков суши, до прихода европейцев людей там не было. Фауна Маврикия в том виде, в каком её застали первые путешественники, отличалась необычайно большим количеством эндемичных видов, представители которых не боялись людей и имели пониженную защиту от хищников (например, целый ряд видов птиц не летали совсем или летали плохо). Большинство этих видов были варварски истреблены моряками, поселенцами и привезёнными ими животными (кошками, собаками и крысами, неизбежно жившими на парусных кораблях) уже в первые столетия после открытия острова. Тем не менее, некоторые эндемичные виды дожили до нашего времени благодаря усилиям натуралистов, таких, как Джеральд Даррелл, который не только занимался сохранением фауны Маврикия, но и описал сам остров и свои усилия в занимательной форме в книге «Золотые крыланы и розовые голуби», изданной также и на русском языке.
Самым известным видом, вымершим на Маврикии по вине людей считается нелетающая птица дронт (додо). По свидетельству первых голландских поселенцев, долины острова буквально кишели этими птицами, весившими до 15 кг. Дронты подпускали людей к себе вплотную, и те забивали птиц палками. Завезённые крысы, кошки и свиньи также способствовали уничтожению додо. К 1710 году дронты были полностью истреблены.
Однако ими дело не ограничивалось. Первых поселенцев поражало обилие огромных сухопутных черепах (Cylindraspis inepta и C. triserrata) и богатство мира пернатых. Черепах уничтожили пираты и моряки, которые, проходя на кораблях мимо Маврикия, непременно заходили на остров, чтобы набить свои трюмы этими «живыми консервами».
Освоение острова привело к резкому сокращению численности других пернатых. Поэтому на сахарных плантациях стали активно размножаться вредители — сахарная вошь и красная саранча. Для борьбы с ними завезли майн из Индии, и теперь обыкновенная майна — самый распространённый на острове представитель птичьего царства. На остров также были завезены мангусты, огромное количество грызунов и обезьяны. В результате от исконной фауны почти ничего не осталось.
Тем не менее, на острове действует национальный парк Блэк-Ривер-Горжес, где сохранились реликтовые розовые голуби, маврикийская пустельга, маврикийские ожереловые попугаи. Также рядом с Маврикием находится маленький островок-заповедник Круглый, где водятся уникальные рептилии: сцинки Телфера, геккон Гюнтера и маскаренский удав Шлегеля.

### Некоторые эндемики Маврикия (существующие)

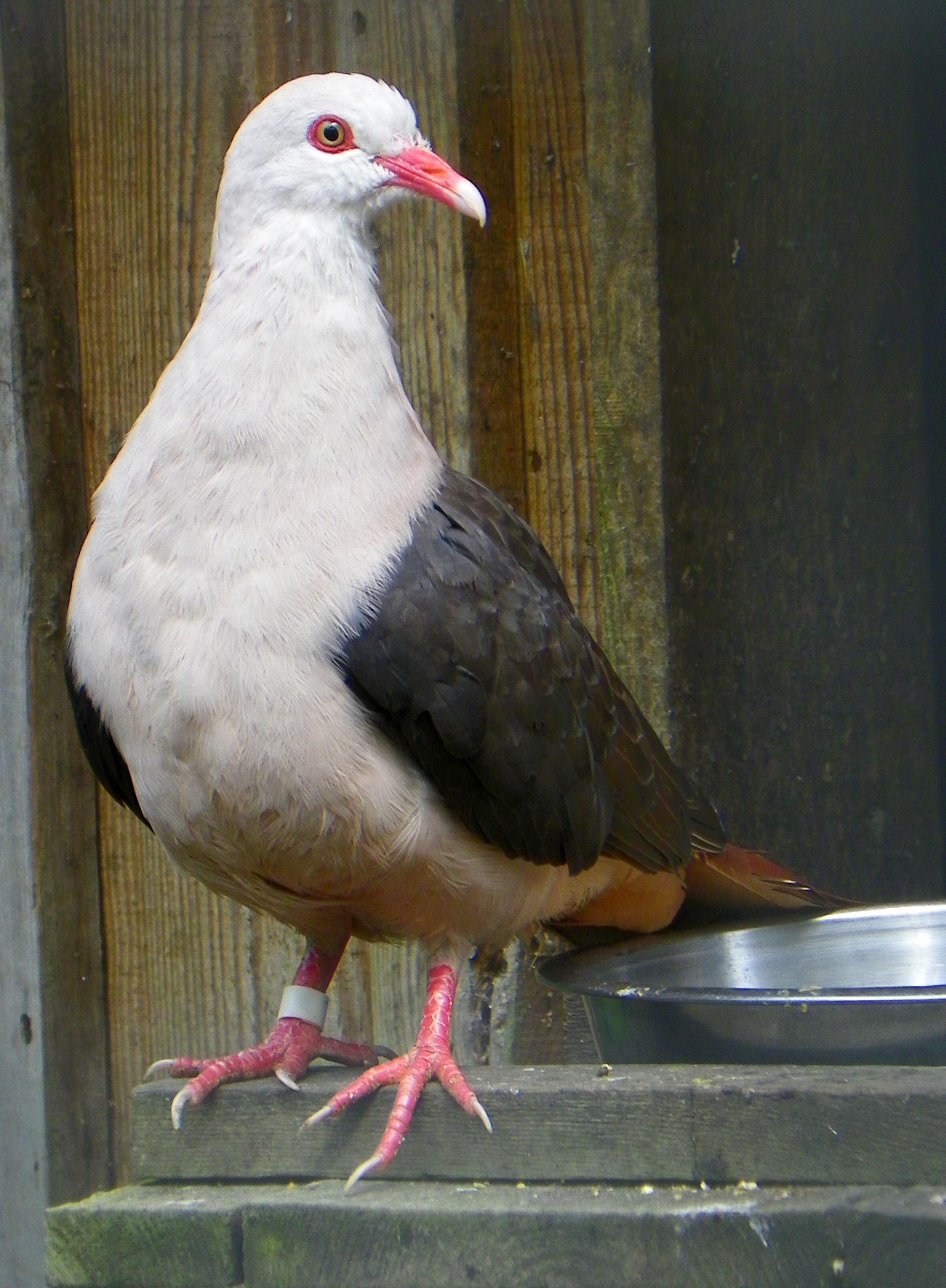
Розовый голубь. Популяция, сократившись до критической, теперь растёт благодаря усилиям зоологов
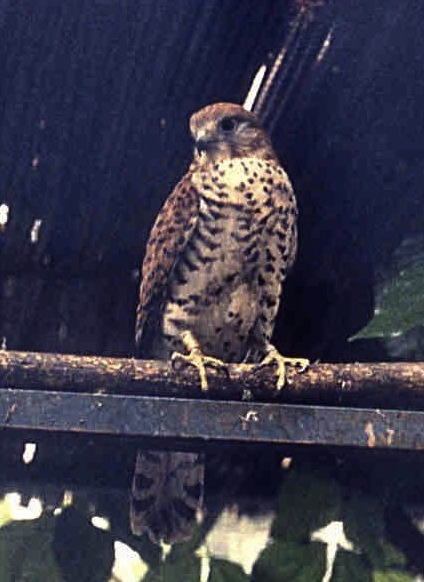
Маврикийская пустельга. Популяция растёт, однако Реюньонская пустельга вымерла
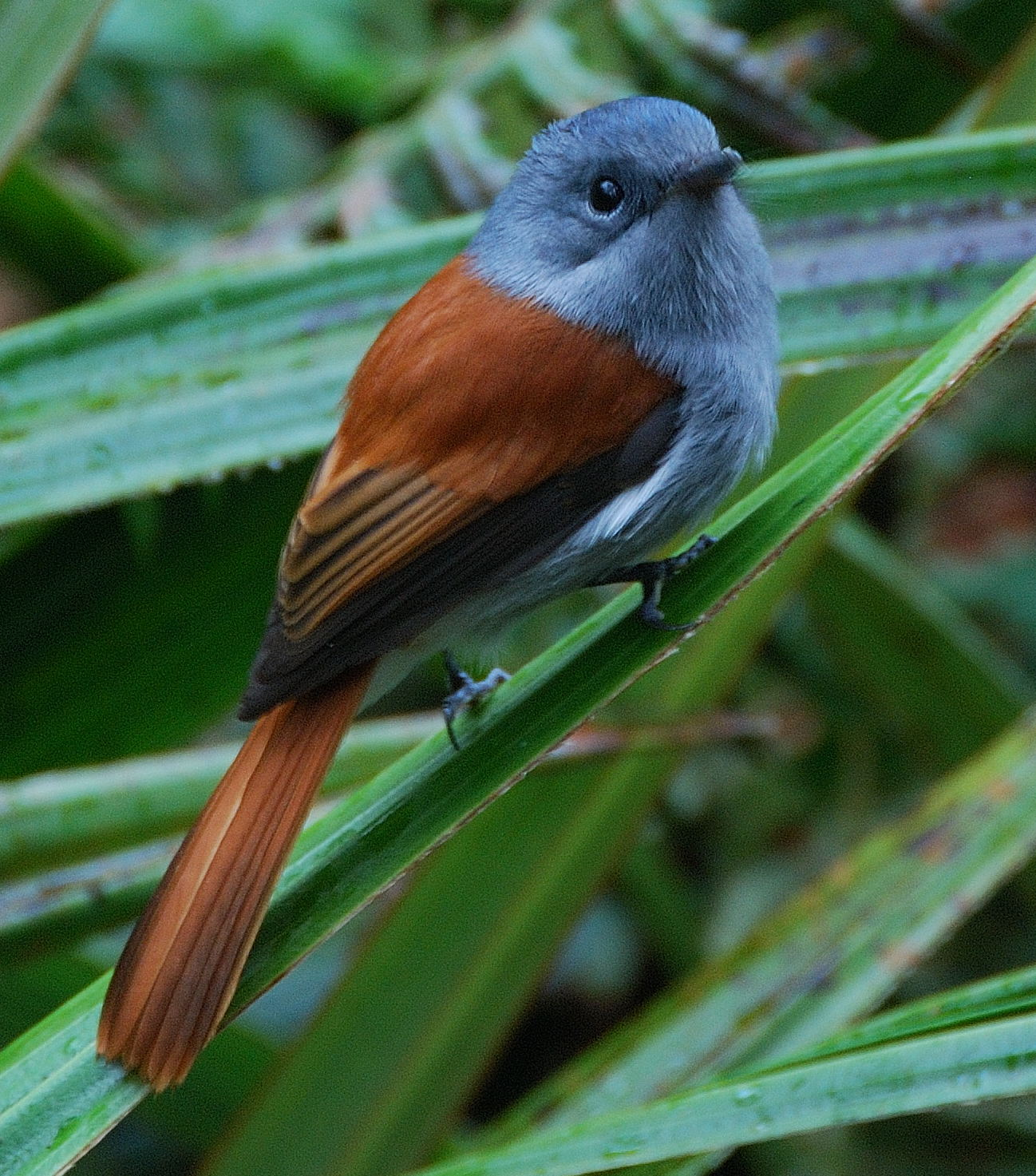
Маскаренская райская мухоловка
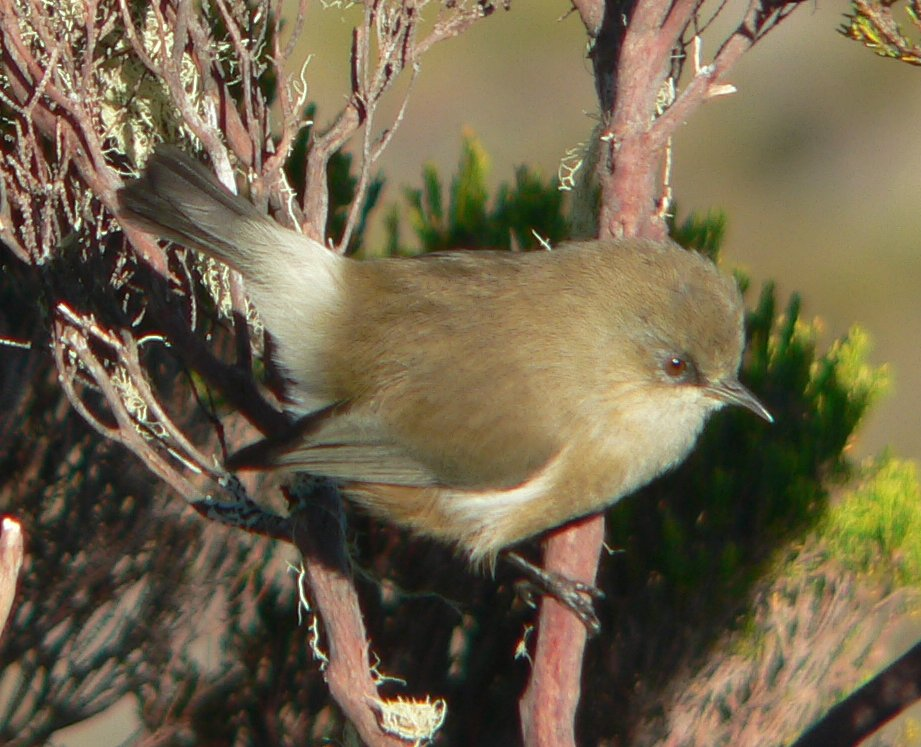
Маскаренская белоглазка

### Некоторые эндемики Маврикия (вымершие)

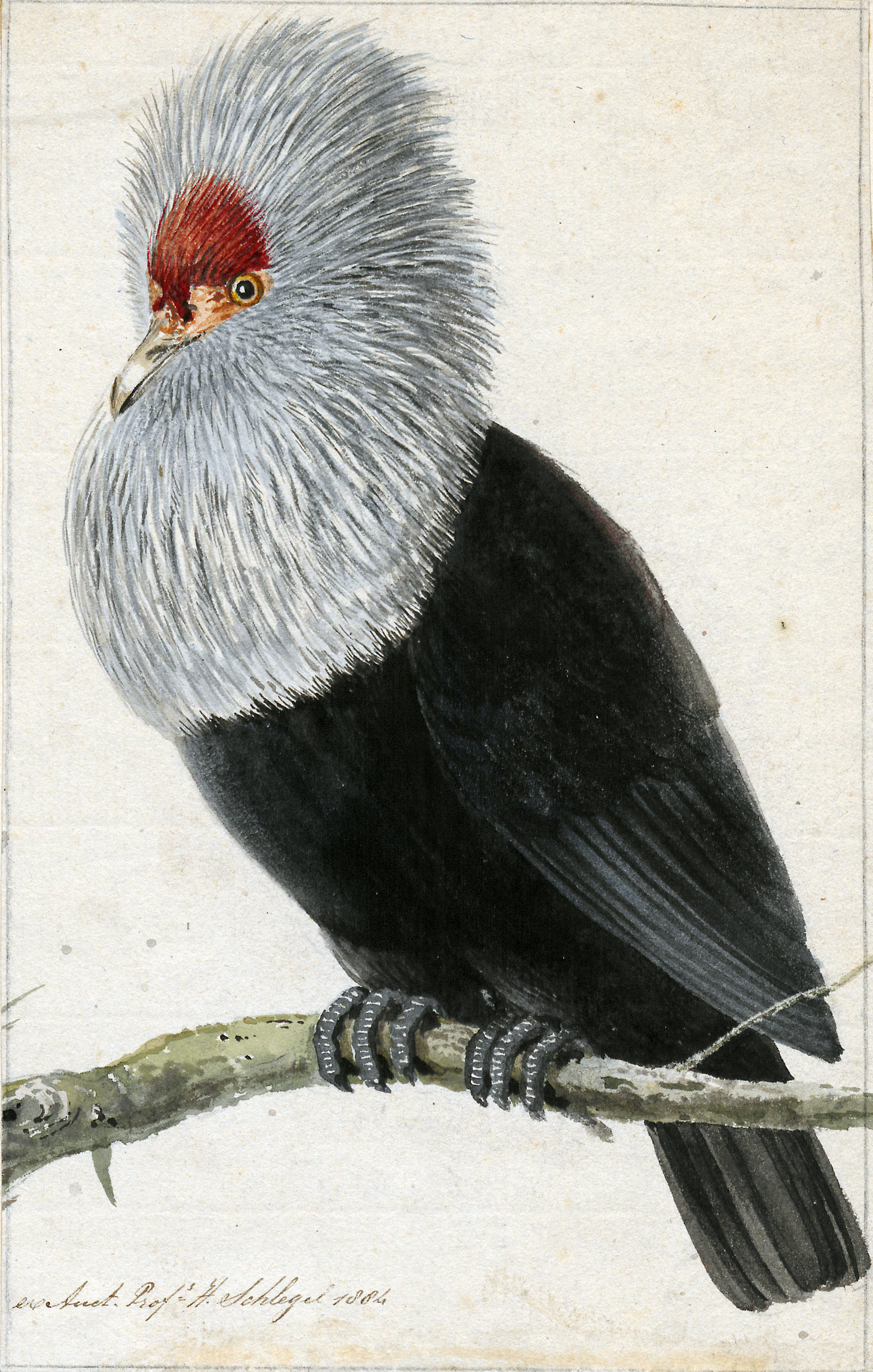
Маврикийский синий голубь
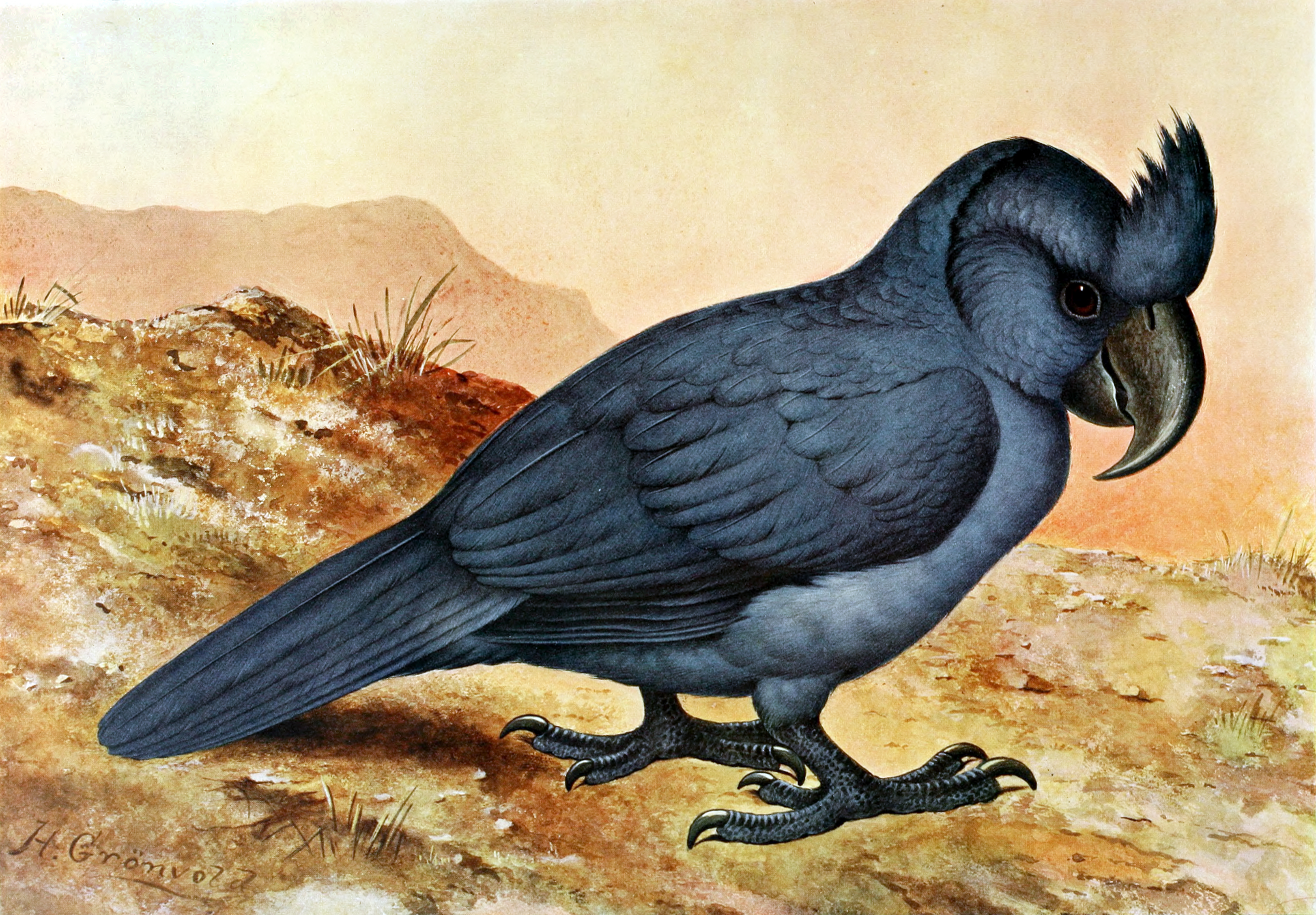
Маврикийский чубатый попугай
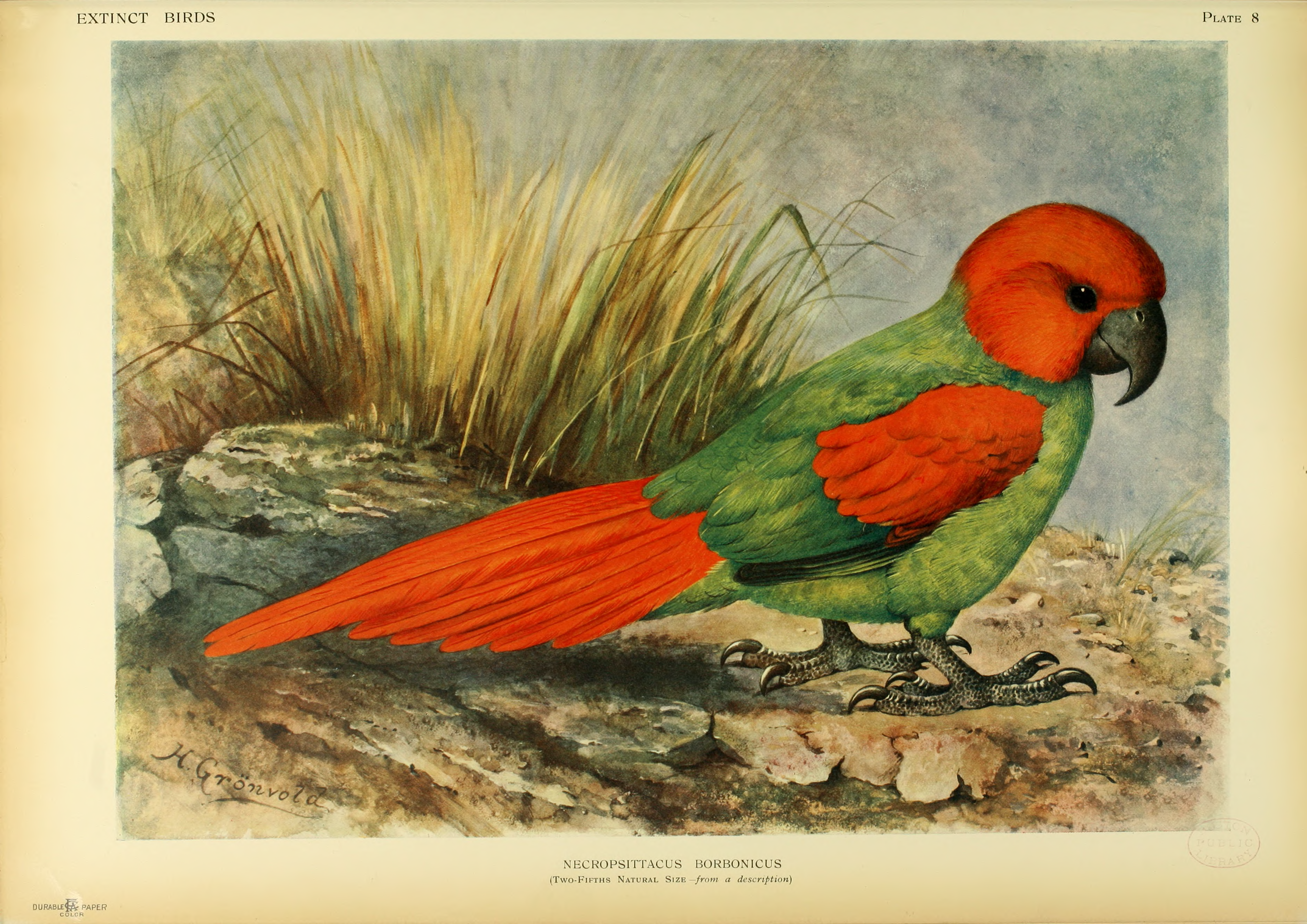
Родригесский попугай
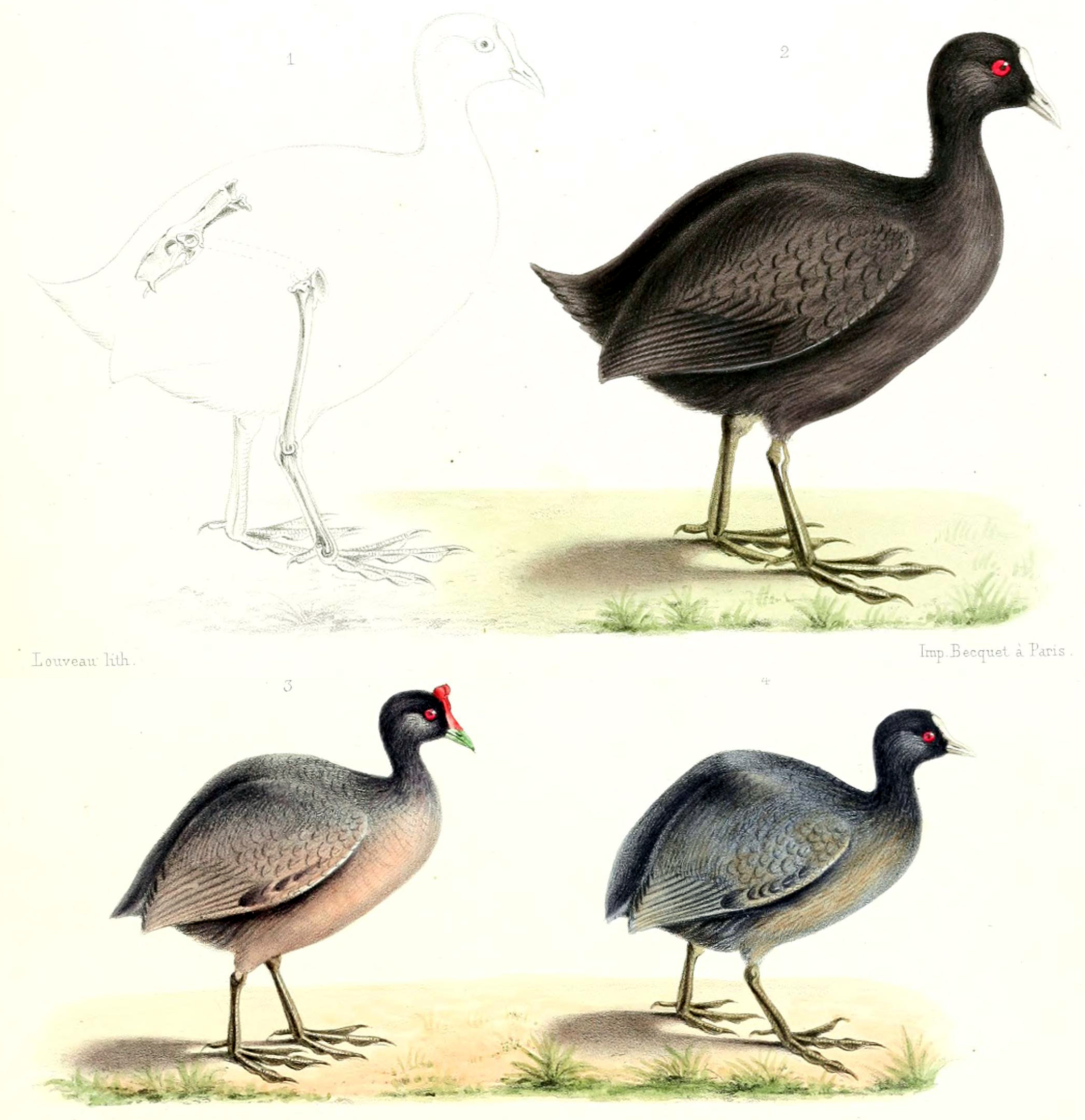
Маскаренская лысуха

## Климат
Находясь в Индийском океане приблизительно на 20-й параллели к югу от экватора, Маврикий имеет тропический муссонный климат с длительным влажным сезоном (выражено декабрь-май, не выражено июнь-август) и коротким относительно сухим сезоном (сентябрь-ноябрь). Смена времён года на Маврикии также имеет место: лето на Маврикии жаркое и влажное, зима несколько прохладнее и суше. Очень высокие или очень низкие температуры для Маврикия нехарактерны: выше +35 °C летом и ниже +10 °C зимой температура не поднимается и не опускается соответственно.

## История
Необитаемый остров Маврикий был открыт в начале XVI века португальцами (по распространённой версии — Диогу Фернандишем в 1510 году) и получил название Сишна, по имени одного из португальских кораблей.
В 1598 году остров был занят голландцами и получил название по латинской форме имени штатгальтера Морица Оранского. Первоначально остров служил только временной стоянкой для торговых кораблей. Первое поселение голландцев на острове возникло в 1638 году, а первым рождённым на острове ребёнком считается Симон ван дер Стел. Стали создаваться плантации сахарного тростника, хлопчатника, табака, разводиться скот. Для этого были завезены рабы с Мадагаскара.
Число жителей острова в годы голландской колонизации достигало около 300 человек, включая рабов. Однако в 1710 году голландцы покинули Маврикий, спасаясь от нашествия расплодившихся крыс, проникших на остров с европейских кораблей.
В 1715 году остров переходит во владение Франции и переименовывается в Иль-де-Франс. В 1721 году французы основали своё первое постоянное поселение на острове. За годы французской колонизации на Иль-де-Франс было построено несколько фортов, проложены дороги, сооружена судоверфь. В 1735 году население острова насчитывало почти 1 тыс. человек (200 белых, остальные — рабы из Африки и Мадагаскара).
Во второй половине XVIII века на Иль-де-Франс переселились группы колонистов из французских провинций Бретань и Нормандия; одновременно были ввезены новые партии рабов из Африки и Мадагаскара. Труд рабов применялся на плантациях сахарного тростника, кофе; на острове стали выращивать кукурузу, маниок, гвоздичное дерево, индиго, различные овощи и фрукты.
В 1802—1810 годах островом управлял генерал-губернатор Шарль Декан. Положение в Ост-Индии было в то время для французов непростым. Английский флот превосходил по силам французский, связь и тем более торговля с метрополией была нерегулярной. Тем не менее, в этих обстоятельствах генералу Декану, опираясь на поддержку французских плантаторов, удалось превратить Маврикий в стратегический опорный пункт Франции в Индийском океане. Не имея достаточного количества кораблей военного флота, Декан покровительствовал каперству, превратив Маврикий в базу пиратов, нападавших на английские торговые суда, и нарушавших английскую торговлю. Более того, именно на рейде столицы Маврикия французский флот командора Дюперре одержал одну из немногих побед над английским флотом, вошедшую в историю, как Битва в Гранд-Порт. Только в 1810 году, на восьмой год губернаторства Декана, англичане собрали достаточно сил, чтоб организовать атаку на обороняемый Деканом Иль-де-Франс. Сражение кончилось почётной капитуляцией французов, Декан и его люди были отправлены на английских судах во Францию.
После победы, одержанной английскими войсками над французским гарнизоном, остров перешёл во владение Британии. В 1814 году по Парижскому договору Иль-де-Франс официально стал британской колонией, и ему возвращается название Маврикий.
К началу английской колонизации население Маврикия составляло около 70 тыс. человек (из них свыше 50 тыс. — рабы). В 1835 году рабство было отменено. К тому времени число рабов составляло 77 тыс. (из 96 тыс. жителей). Для сельскохозяйственных работ на Маврикий с 1830-х годов стали ввозить рабочих из Индии (ещё раньше, с 1829 года, стали прибывать рабочие из Китая). К 1861 году число иммигрантов индийского происхождения достигло почти 300 тысяч. На Маврикии быстро увеличивалось производство сахара, началось выращивание чая, табака.
Остров Родригес был открыт в 1528 году португальским мореплавателем Диего Родригесом (Don Diego Rodriguez). В 1691—1693 годах был оккупирован голландцами. В XVIII веке колонизирован французами, которые ввозили на свои плантации негров-рабов. С 1810 по 1968 годы островом владели англичане, после чего он стал владением государства Маврикий.
12 марта 1968 года Маврикий был объявлен независимой конституционной монархией в составе Содружества наций. Королевой Маврикия стала Елизавета II. Незадолго до предоставления независимости Маврикию, 8 ноября 1965 года, из состава Маврикия британскими властями был выделен в отдельную территорию архипелаг Чагос, при этом на крупнейшем острове архипелага, Диего-Гарсия, была построена база поддержки Военно-морского флота, переданная Великобританией в аренду Военно-морским силам США.
С начала 1968 года стали происходить столкновения между представителями азиатской части населения и неграми с мулатами. В 1970—1971 годах прошли крупные забастовки во многих секторах экономики, с требованиями увеличения зарплаты. В декабре 1971 правительство Маврикия ввело чрезвычайное положение, действовавшее непрерывно до марта 1978 года. Были арестованы лидеры радикальной левой партии Маврикийское боевое движение (MMM), запрещена деятельность профсоюзов, связанных с этой партией. В 1976 году партия MMM добилась успеха на выборах, но её приход к власти был заблокирован коалицией лейбористской партии Сивусагура Рамгулама и правых социал-демократов Гаэтана Дюваля. По результатам выборов 1982 года партия MMM сформировала правительство во главе с Анирудом Джагнотом.
6—7 февраля 1975 года на остров Маврикий обрушился сильнейший тропический циклон Cervaise, ливень и ветер скоростью до 280 километров в час. На острове были уничтожены почти все постройки, посевы и линии электропередач, вышли из строя водоснабжение и телефонная связь, погибли десятки человек. В спасательной операции принимал участие отряд советских кораблей — крейсер «Дмитрий Пожарский», океанографическое судно «Севан», танкер «Полярный».
12 марта 1992 года Маврикий стал парламентской республикой после вступления в силу поправок к конституции.
7 ноября 2019 года в стране прошли парламентские выборы. В результате победу одержала коалиция Маврикийский альянс премьер-министра страны Правинда Джагнота, который был вновь назначен премьер-министром.
25 июля 2020 года принадлежащий Японии сухогруз MV Wakashio сел на мель на коралловом рифе у побережья Маврикия, в результате чего в нетронутую лагуну попало до 1000 тонн тяжёлой нефти. Месторасположение на границе охраняемых хрупких морских экосистем и водно-болотных угодий международного значения сделало разлив нефти одной из самых страшных экологических катастроф, когда-либо случавшихся в западной части Индийского океана.
3 октября 2024 года между Великобританией и Маврикием достигнуто политическое соглашение о передаче архипелага Чагос под суверенитет Маврикия. 22 мая 2025 года Великобритания и Маврикий подписали соглашение о передаче суверенитета над архипелагом Чагос, включая остров Диего-Гарсия, Маврикию. Согласно договору Великобритания возьмёт остров Диего-Гарсия в аренду сроком на 99 лет с даты подписания договора, и будет выплачивать Маврикию в среднем 101 миллион фунтов стерлингов в год в течение срока аренды. Договор вступит в силу в первый день первого месяца, следующего за датой обмена ратификационными нотами, которыми Стороны уведомят друг друга о выполнении ими всех внутренних требований и ратификационных процедур.

## Государственное устройство
Маврикий — парламентская республика. Глава государства — президент, избираемый простым большинством депутатов парламента на 5-летний срок (возможно продление на 2-й срок) по представлению премьер-министра. Если иное прямо не предусмотрено конституцией, президент обязан во всех случаях действовать по совету правительства.
Национальная ассамблея — однопалатный законодательный орган из 70 депутатов (62 — избираются населением на 5 лет, ещё 8 — назначаются избирательной комиссией из представителей различных этнических общин страны).
По результатам выборов в декабре 2019 в парламенте представлены политические партии:
- Боевое социалистическое движение (левоцентристская) — 37 депутатов;
- Лейбористская партия (левоцентристская) — 13 депутатов;
- Маврикийское боевое движение (левая) — 9 депутатов;
- Маврикийская социал-демократическая партия (правоцентристская) — 4 депутата;
- Muvman Liberater (левая) — 2 депутата;
- Народная организация Родригеса (регионалистская) — 2 депутата;
- Фронт солидарности Маврикия (правоисламистская) — 0 депутатов;
- Лалит (левая) — 0 депутатов;
- Движение Родригеса (регионалистская) — 0 депутатов;
- Зелёные — 0 депутатов.

Маврикий имеет вооружённые силы численностью около 20 тысяч человек, которые используются для устранения последствий природных катаклизмов (тайфунов), и представляют собой некий аналог сил МЧС, есть полиция, полицейский спецназ и морская патрульная служба.

## Административное деление
Республика Маврикий подразделяется на девять административных округов и Внешние острова, включающие три зависимые территории и ещё две, находящиеся под иностранным суверенитетом, который Маврикием оспаривается: Маврикий официально претендует на архипелаг Чагос (Британская территория в Индийском океане) и на принадлежащий Франции остров Тромлен.

## Население
Численность населения:
- 1 277 824 жителей на декабрь 2020
- 1 295 789 жителей на 1 июля 2013

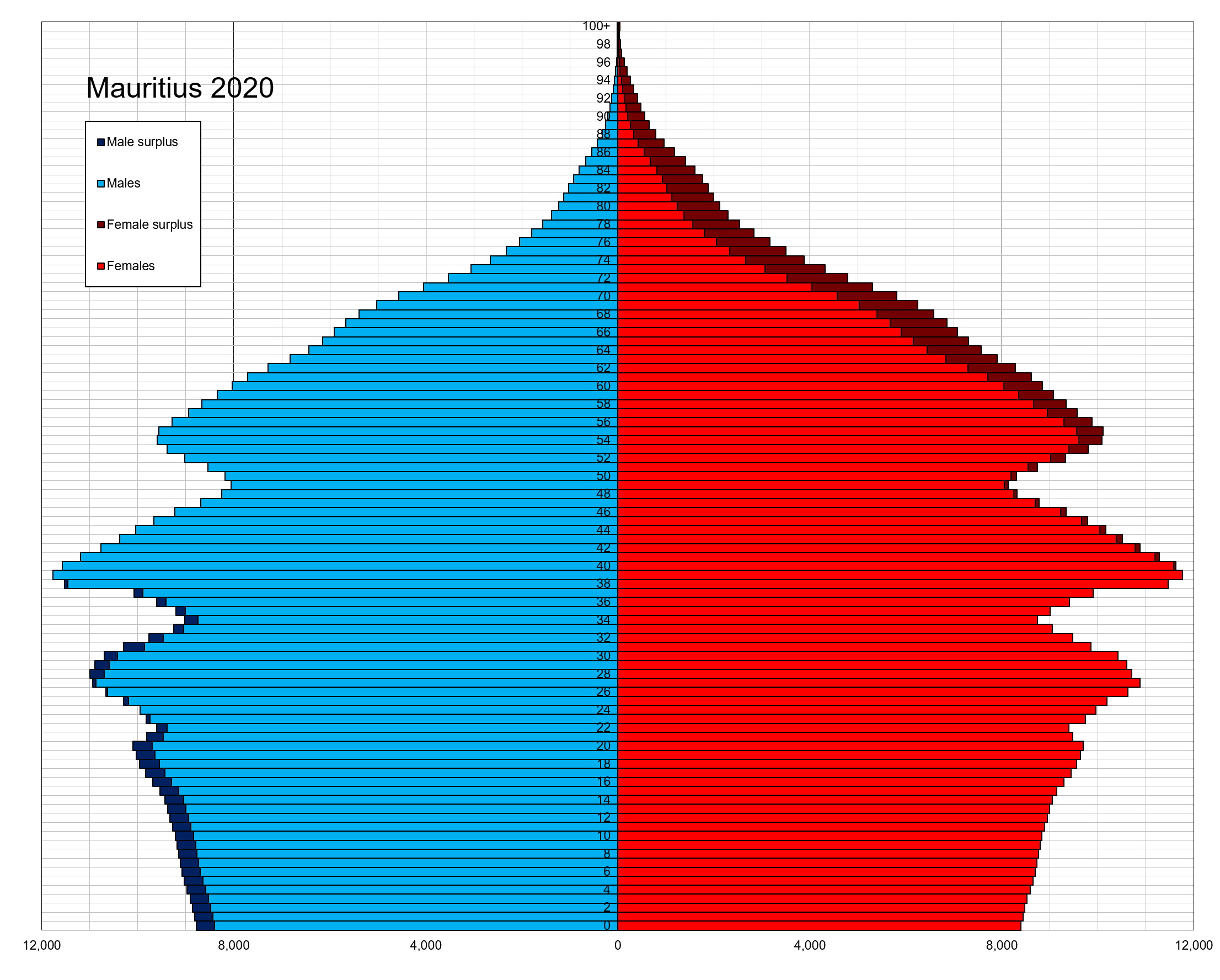
Возрастно-половая пирамида населения Маврикий на 2020 год

- 1 293 549 жителей на 1 января 2013
- 1 291 456 жителей на 1 июля 2012
- 1 288 684 жителей на 1 января 2012

Возрастно-половой состав:
- 630 872 мужчин (49,4 %) (по состоянию на 2021);
- 646 962 женщин (50,6 %) (по состоянию на 2021);
- младше 15 лет — 21,8 %;
- от 15 до 65 лет — 70,7 % ;
- от 65 лет — 7,5 %.

Прирост населения:
- Родившихся: 14 423 человека (2020)
- Умерших: 9 327 человек (2020)
- Естественный прирост населения: 5 096 человек (2020)

Суммарный коэффициент рождаемости — 1,4 (2011) рождений на женщину.
Средняя продолжительность жизни — 74,5 лет для обоих полов (2020).
Заражённость вирусом иммунодефицита (ВИЧ) — 1,7 % (оценка на 2007 год).
Уровень грамотности среди мужского взрослого населения составляет 92,85 % (451 323 человека).
Уровень грамотности среди женского взрослого населения составляет 88,48 % (452 226 человек).
Этно-расовый состав:
- индомаврикийцы — 68 %;
- метисы (смешанного франко-афро-малагасийского происхождения) — 27 %;
- китайцы — 3 %;
- французы — 2 %.

Маврикий — это место, где соприкасаются различные культуры, что находит отражение в архитектуре страны: в столице соседствуют мечеть Джума, индуистский храм Маэсварат и христианский собор Сент-Джеймс.

### Религия
Чуть менее половины жителей Маврикия (48 %) исповедуют индуизм. Христиан примерно 32 %, из которых большинство — католики, тогда как остальные — протестанты. Около 17 % населения исповедуют ислам. На долю приверженцев остальных религий, атеистов и лиц, не указавших религиозную принадлежность, приходится около 3 %.
Большинство креолов — христиане. Почти все мусульмане и индуисты — индийского происхождения. Индийцы говорят на языках маратхи, тамильском, ория, бходжпури и телугу, хинди. Меньшинство представлено лицами китайского происхождения, принявшими христианство (католицизм). Также есть последователи буддизма и конфуцианства.
Вероисповедание (по переписи 2000 года):
- индуисты — 48 %;
- католики — 23,6 %;
- мусульмане — 16,6 %;
- протестанты — 8,6 % (англикане, пресвитериане, адвентисты, верующие Ассамблей Бога);
- другие — 2,5 %.

### Языки
Конституция Маврикия не уточняет официального языка, и жители острова говорят на креоль-морисьен (маврикийском креольском), английском или французском. Только в Национальной Ассамблее официальным языком принят английский, хотя депутаты могут изъясняться и на французском, что практикуется довольно часто. Однако, в целом английский принято считать официальным языком Маврикия, как язык государственной власти, администрации и судопроизводства. По данным международной организации франкоязычных стран (МОФ) на 2018 год 73 % населения Маврикия владеет французским языком в той или иной степени.
В повседневной жизни жители Маврикия могут выбирать язык общения в зависимости от ситуации. В домашней обстановке, чаще всего используется креольский или бходжпури, в бизнесе и деловой обстановке применяется французский или креольский, английский — в школах и управлениях. Большинство газет и СМИ используют французский. Креоль-морисьен, на котором говорят 90 % населения, часто считается родным языком маврикийцев и используется в неформальной обстановке чаще всего. Он сложился в XVIII веке среди рабов, говорящих на пиджин-языке между собой и со своими французскими хозяевами, которые не понимали различных африканских диалектов. За несколько поколений пиджин стал привычной нормой общения. Маврикийский креольский основан на французском и сохраняет французское произношение, а также словарный состав.
Языки (по переписи 2000 года):
- маврикийский креольский язык — 80,5 %;
- бходжпури (язык индоарийской группы) — 12,1 %;
- французский (де-факто официальный) — 3,4 %;
- английский (де-факто официальный) — менее 1 %;
- другие языки — 4 %.

## Экономика

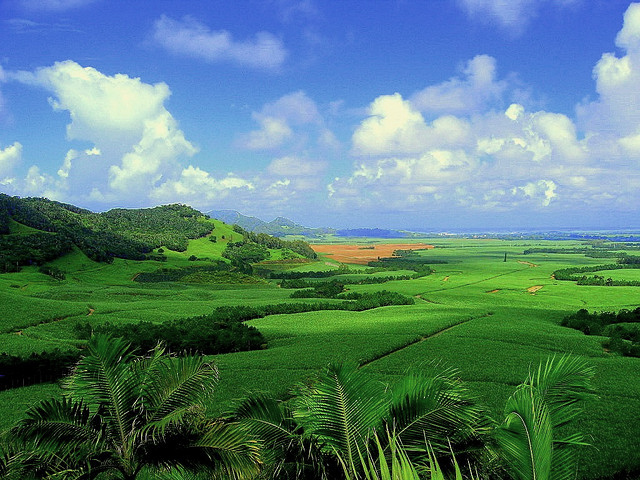
Плантация сахарного тростника

Экономика Маврикия базируется на производстве сахара (сахарный тростник выращивается примерно на 90 % обрабатываемых сельхозугодий), на туризме и текстильной промышленности, в последнее время развивается офшорный и банковский бизнес, а также добыча и переработка морепродуктов, рыбы. Экономически Маврикий является вторым по богатству государством Африки (после Республики Сейшельские Острова) с самым высоким ИЧР, вторым по величине ВВП на душу населения (номинал) и ВВП на душу населения (ППС) в Африке (после Республики Сейшельские Острова). По индексу человеческого развития находится на 64-м месте в мире (2021).
ВВП на душу населения в 2015 году — 19,6 тыс. долл. (61-е место в мире). Ниже уровня бедности — 8 % населения (в 2006 году). Безработица — 7,1 % (2017).
В сельском хозяйстве занято 9 % работающих, в промышленности — 30 %, в сфере обслуживания — 61 %.
Экспортные товары (2,52 млрд долл. в 2017): текстильные и швейные товары (30,8 %), рыба и рыбопродукты (14 %), рафинированный сахар (10 %), нефтепродукты (5,9 %). Основные покупатели — Франция (15 %), США (11 %), Великобритания 9 %, Замбия (8,1 %), ЮАР (7,9 %). Импорт (5,59 млрд долл. в 2017): промышленные товары, продовольствие, нефтепродукты, химикаты. Основные поставщики — Китай (16 %), Индия (15 %), Франция (11 %), ЮАР (9,2 %), Япония (3,2 %). Входит в международную организацию стран АКТ.
Несмотря на отдалённость, Маврикий имеет большую популярность среди европейских туристов, являясь одним из самых красивых и дорогих туристических курортов мира наряду с Мальдивскими и Сейшельскими островами. На Маврикии распространён в основном пляжный отдых, но также популярны экскурсии в океан, реже — вглубь острова. Одной из природных достопримечательностей являются так называемые Семицветные пески.

## СМИ
Государственная телерадиокомпания — MBC (Mauritius Broadcasting Corporation — «Маврикийская радиовещательная корпорация»), включает в себя телеканалы MBC 1 и MBC 2, радиостанции Radio Mauritius, Music FM и другие.